# Dave Kushner
David Kushner (* 16. listopadu 1965 Los Angeles) je americký rockový kytarista. Hrál v kapelách Wasted Youth, Infectious Grooves, Electric Love Hogs, Cyco Miko, Zilch a Loaded. Mezi roky 2002 - 2008 byl členem Velvet Revolver.